# Eddie Constantine

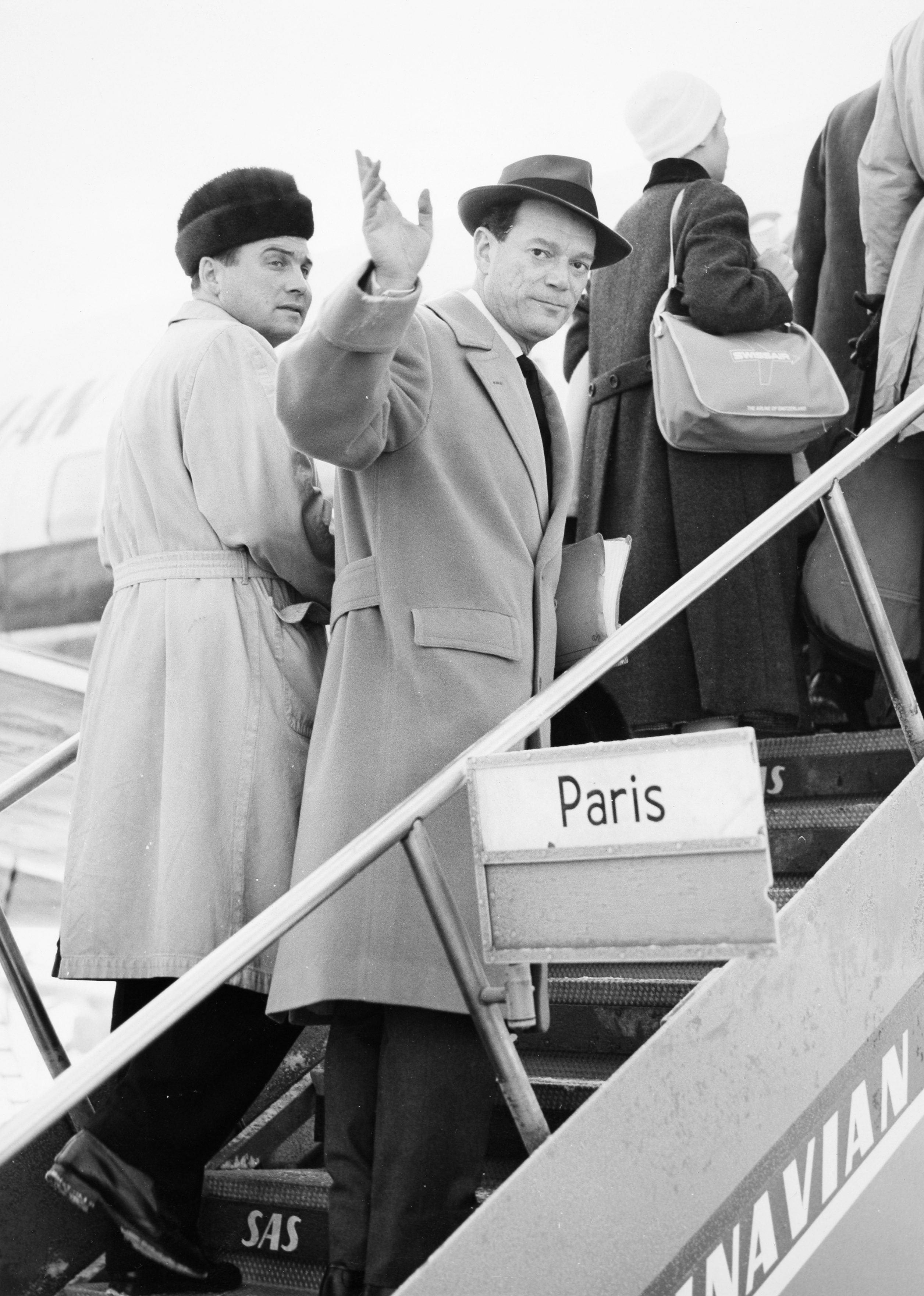
Eddie Constantine (1917-1993)

Eddie Constantine născut Edward Constantinowsky (n. 29 octombrie 1917, Los Angeles, California, SUA – d. 25 februarie 1993, Wiesbaden, Germania) a fost un cântăreț și actor francez de film, de origine americană.

## Filmografie selectivă
- 1936 Born to Dance : figurant
- 1950 Les chansons s'envolent (scurt metraj) de Henri Verneuil : chansons filmées
- 1953 O otravă de femeie (La Môme vert-de-gris), regia Bernard Borderie : Lemmy Caution
- 1953 Acest om e periculos (Cet homme est dangereux), regia Jean Sacha : Lemmy Caution
- 1954 Al dv. devotat, Blake (Votre dévoué Blake), regia Jean Laviron : Larry Blake
- 1955 Sunt un sentimental (Je suis un sentimental), regia John Berry : Barney Morgan
- 1957 Folies-Bergère, regia Henri Decoin : Bob Wellington
- 1957 Doamnele preferă mambo (Ces dames préfèrent le mambo), regia Bernard Borderie : Burt Brickford
- 1959 SOS Pacific, regia Guy Green : Mark
- 1959 Une nuit à Monte Carlo, regia Georg Jacoby
- 1960 Să-mi faceți una ca asta! (Me faire ça à moi), regia Pierre Grimblat
- 1960 Valetul de pică (Chien de pique), regia Yves Allégret
- 1961 Cleo de la 5 la 7 (Cléo de 5 à 7), regia Agnès Varda : l'arroseur
- 1962 Succes Charlie (Bonne chance, Charlie), regia Jean-Louis Richard
- 1963 Mai întâi femeile (Les Femmes d'abord), regia Raoul André : Bobby Carao
- 1964 Nick Carter distruge tot (Nick Carter va tout casser), regia Henri Decoin : Nick Carter
- 1965 Alphaville (Alphaville, une étrange aventure de Lemmy Caution), regia Jean-Luc Godard : Lemmy Caution
- 1965 Faceți jocurile, doamnă (Faites vos jeux, mesdames), regia Marcel Ophuls : Mike Warner
- 1966 Cărțile pe față (Cartes sur table), regia Jesús Franco : Al Pereira
- 1966 Cuibul spionilor (Residencia para espías), regia Jesús Franco : Dan Leyton
- 1973: Welt am Draht (miniserial TV)
- 1982 Boxoffice, regia Josef Bogdanovitch : Hugh Barren
- 1991 Allemagne année 90 neuf zéro de Jean-Luc Godard : Lemmy Caution
- 1993 Three Shake-a-Leg Steps to Heaven, regia Andy Bausch : Don Fabrizzi